# Imme Gram
Pour les articles homonymes, voir Germania.
Le Imme Gram était le nom donné à une réplique de drakkar d'après le bateau-tombe dit bateau de Ladby conservé par le Vikingemuseet Ladby (da) (Musée viking de Ladby)  à Gram sur l'île Fyn.

## Histoire
Le Imme Gram a été construit par des scouts marins en 1963. 

Avant de couler en 26 juillet 2009 proche de l'île Lyø, il était le plus ancien drakkar reconstruit au Danemark avant le Sebbe Als.